# Самъютта-никая
«Самъютта-никая» («Сборник сгруппированных [наставлений]») — сборник буддийских текстов, третья из пяти никай «Сутта—питаки», которая представляет собой одну из трёх «корзин», входящих в Палийский канон. Большое число сутт является повторами из других частей Типитаки.
Число сутт в разных изданиях отличается:
- в издании Общества палийских текстов их насчитывается 2889;
- Б. Бодхи в своём переводе даёт цифру 2904;
- Буддхагхоша в комментариях «Самантапасадика» утверждает о 7762 суттах[2];
- в бирманской версии 2854 сутты;
- в сингальском изданий 7656 сутты;
- доктор Руперт Гетхин насчитал 6696 сутты.

Это связано с особенностями самих текстов, в которых используется большое количество повторов, сокращений, элементов цикличности, а также с особенностями членения на сутты. Эти фрагменты могут пересчитываться совершенно разными способами.
Наиболее известной суттой является Дхаммачаккаппаватана-сутта («Наставление о повороте Колеса дхармы»), рассказывающая о первой проповеди Будды.

## Содержание
Сутты по определённой тематике сгруппированы в 56 глав — самъютт, которые далее объединены в 5 частей или книг — вагг. Для двух самых крупных глав Кхандха-самъютты и Салаятана-самъютты в целях упрощения систематизации используют дополнительное деление — «набор из пятидесяти» или паннясака. В издании «Общества палийских текстов» и бирманском варианте деление произведено следующим образом:
- Сагатха—вагга (самъютты I—XI): собрание сутт, во многом общих с другими частями Канона.

1. Девата саньютта — Дэвы
2. Девапутта саньютта — Молодые дэвы
3. Косала саньютта — Косалы
4. Мара саньютта — Мара
5. Бхиккхуни саньютта — Монахини
6. Брахма саньютта — Брахмы
7. Брахмана саньютта — Жрецы
8. Вангиса саньютта — Вангиса
9. Вана саньютта — Лес
10. Яккха саньютта — Яккхи
11. Сакка саньютта — Сакка
- Нидана-вагга (самъютты XII—XXI): собрание сутт, касающихся в основном вопросов причинности (ниданы).

12. Нидана саньютта — Причинность
13. Абхисамая саньютта — Проникновение
14. Дхату саньютта — Элементы
15. Анаматаггаса саньютта — Без постижимого начала
16. Кассапа саньютта — Кассапа
17. Лабхасаккараса — Приобретения и похвала
18. Рахула саньютта — Рахула
19. Лаккхана саньютта — Лаккхана
20. Опамма саньютта — Метафоры
21. Бхиккху саньютта — Монахи
- Кхандха—вагга (самъютты XXII—XXXIV): здесь сутты касаются пяти скандх.

22. Кхандха саньютта — Совокупности
23. Радха саньютта — Радха
24. Диттхи саньютта — Воззрения
25. Окканти саньютта — Вступление
26. Уппада саньютта — Возникновение
27. Килеса саньютта — Загрязнения
28. Сарипутта саньютта — Сарипутта
29. Нага саньютта — Наги
30. Супанна саньютта — Суппаны
31. Гандхаба саньютта — Гандхаббы
32. Валахака саньютта — Дэвы облаков
33. Ваччхаготта саньютта — Ваччхаготта
34. Джхана саньютта — Джхана 
- Салаятана-вагга (самъютты XXXV—XLIV): содержит сутты о шести основаниях чувств (шадаятанам).

35. Салаятана саньютта — Шесть опор чувств
36. Ведана саньютта — Чувство
37. Матугама саньютта — Женщины
38. Джамбукхадака саньютта — Джамбукхадака
39. Самандака саньютта — Самандака
40. Моггаллана саньютта — Моггаллана
41. Читта саньютта — Домохозяин Читта
42. Гамани саньютта — Градоначальник
43. Асанкхата саньютта — Необусловленное
44. Абьяката саньютта — Неутверждённое
- Маха-вагга (самъютты XLV—LVI): большое собрание сутт, затрагивающих разнообразные вопросы буддийской теории и практики.

45. Магга саньютта — Путь
46. Боджханга саньютта — Факторы просветления
47. Сатипаттхана саньютта — Опоры осознанности
48. Индрия саньютта — Качества
49. Саммаппадхана — Правильные старания
50. Бала саньютта — Силы
51. Иддхипада саньютта — Основы сверхъестественных сил
52. Ануруддха саньютта — Ануруддха
53. Джхана саньютта — Джханы
54. Анапана саньютта — Дыхание
55. Сотапатти саньютта — Вступление в поток
56. Сачча саньютта — Истины
При ссылках на сутты «Самъютта—никаи» могут использоваться следующие системы индексации:
- в иностранной литературе сама Самъютта обозначается буквами S или SN. Далее последовательность цифр указывает:
  - две группы цифр обозначают: первая группа (римские, реже — арабские) — номер самъютты, вторая группа (арабские) — порядковый номер сутты в самъютте[4];
  - реже встречается код из трёх групп арабских цифр: первая группа — номер самъютты, вторая — номер «малой» вагги внутри самъютты, последняя — номер сутты в «малой» вагге;
- в русскоязычной литературе Самъютта обозначается буквами СН, а сутта — двумя группами цифр: номер самъютты и номер сутты в ней.

## Связь с Канонами других школ буддизма
Самъютта-никая соответствует Самьюкта-агаме в каноне санскритских школ раннего буддизма. Полный перевод на китайский этой агамы школы сарвастивада был сделан Гунабхадрой в 436—443 гг.. Некоторые части Самьюкта-агамы школы сарвастивада сохранились и на тибетском языке. Также существует неполный перевод на китайский Самьюкта-агамы школы кашьяпия, созданный неизвестным переводчиком в период с 352 года по 431 год. Сравнение агам каждой из школ и палийской никаи обнаруживает большое сходство в содержании, но в то же время каждая из них содержит тексты, отсутствующие в других.

### Переводы на русский
- Бхикку Бодхи. Часть I. Книга строф // Саньютта-никая. Связанные наставления Будды / пер. с англ. SV. — М.: Ганга, 2021. — 496 с. — ISBN 978-5-907432-22-2.
- Часть II. Книга причинности // Саньютта-никая. Связанные наставления Будды / пер. с англ. SV. — М.: Ганга, 2022. — 416 с. — ISBN 978-5-907432-35-2.
- Часть III. Книга совокупностей // Саньютта-никая. Связанные наставления Будды / пер. с англ. SV. — М.: Ганга, 2022. — 384 с. — ISBN 978-5-907432-56-7.
- Часть IV. Книга шести сфер // Саньютта-никая. Связанные наставления Будды / пер. с англ. SV. — М.: Ганга, 2022. — 480 с. — ISBN 978-5-907432-70-3.

### Переводы на английский
- The Book of the Kindred Sayings, tr C. A. F. Rhys Davids & F. L. Woodward, 1917—30, 5 volumes, Pali Text Society, Bristol
- The Connected Discourses of the Buddha, tr Bhikkhu Bodhi, 2000, Wisdom Publications, Somerville, MA, ISBN 0-86171-331-1